# Cladiella densa
Cladiella densa is een zachte koraalsoort uit de familie Alcyoniidae. De koraalsoort komt uit het geslacht Cladiella. Cladiella densa werd in 1970 voor het eerst wetenschappelijk beschreven door Tixier-Durivault. 